# Национальная народная армия
Национа́льная наро́дная а́рмия (ННА, Фольксармее, нем. Nationale Volksarmee, NVA) — вооружённые силы ГДР, которые были созданы в 1956 году и включали в себя органы управления четырёх видов:
- Сухопутные войска (Landstreitkräfte);
- Военно-воздушные силы (Luftstreitkräfte);
- Военно-морской флот (Volksmarine);
- Пограничные войска (Grenztruppen).

## История

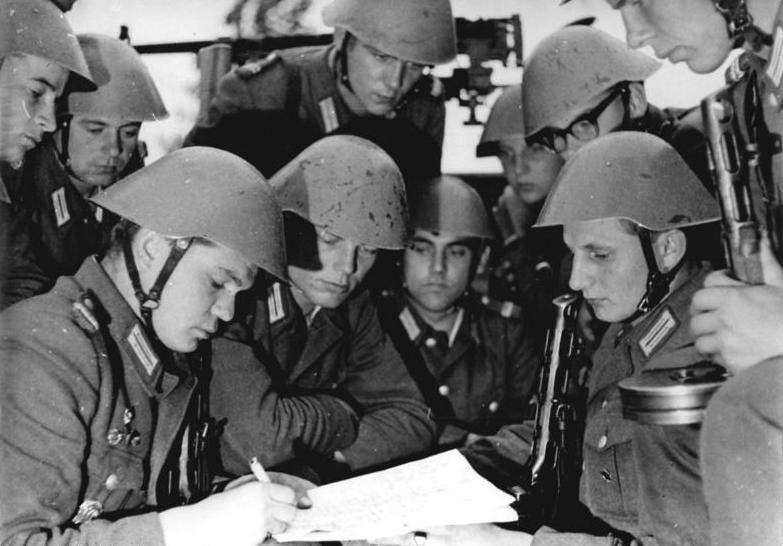
Солдаты армии ГДР. (ННА сформировалась в 1956 году из т. н. «казарменной полиции», входившей в структуру Народной полиции). Военнослужащие, запечатлённые на фото, относятся к частям, эквивалентным российским «внутренним войскам».
Перед дежурством у Берлинской стены, 1961 год.

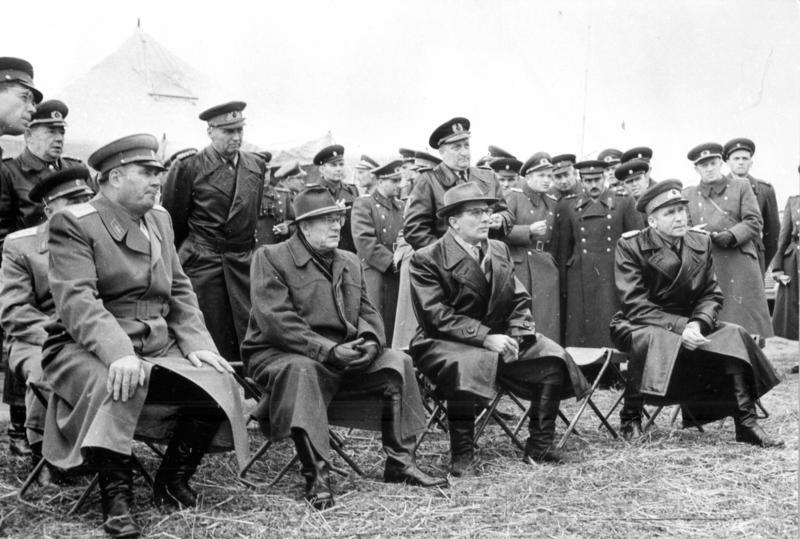
Главком ГСВГ И. И. Якубовский (крайний слева), руководитель ГДР Э. Хонеккер, министр обороны ГДР Х. Гофман на учениях ННА ГДР, 1960 год.

12 ноября 1955 года правительство ФРГ объявило о создании вооружённых сил ФРГ. В ответ на это в ГДР 18 января 1956 года принят закон о создании Национальной народной армии и Министерства национальной обороны на базе ранее существовавших подразделений так называемой Казарменной народной полиции (нем. Kasernierte Volkspolizei). 1 марта 1956 года начали работу министерство национальной обороны ГДР, штаб ВВС ГДР, штаб ВМФ ГДР, штабы округов сухопутных войск, а созданные на основе подразделений народной полиции первые части ННА приняли военную присягу.
В 1959 году начала работу Военная академия имени Ф. Энгельса.
В 1961 году были проведены первые командно-штабные учения ННА ГДР и Советской Армии.
До 1962 года комплектовалась по найму и формирования ННА не присутствовали в Восточном Берлине.
В октябре 1962 года на территориях ГДР и Польши состоялись первые манёвры ННА, в которых приняли участие польские и советские войска.
9-12 сентября 1963 года на юге ГДР были проведены международные военные учения «Квартет», в которых приняли участие ННА ГДР, советские, польские и чехословацкие войска.
Несмотря на относительно небольшую численность, Национальная народная армия ГДР являлась одной из самых боеспособной армией в Европе.
3 октября 1990 года прекратили существование Министерство национальной обороны ГДР, командования видов вооружённых сил ГДР и командования военных округов, а тактические соединения, а также воинские части напрямую подчинённые министерству, командованиям видов вооружённых сил или командованиям округов были подчинены Федеральному министерству обороны ФРГ.

## Доктрина

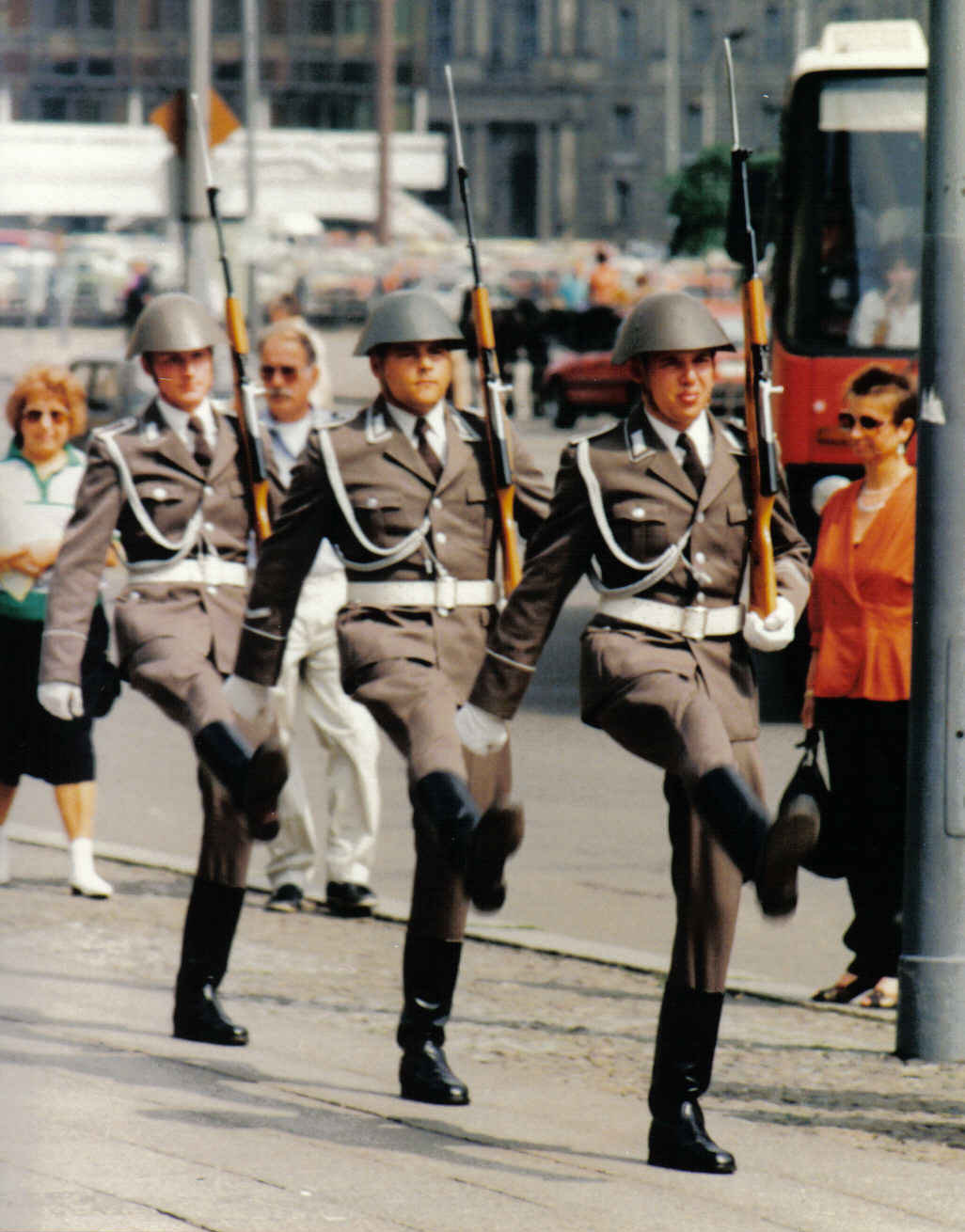
Почётный караул ННА

Официальная позиция руководства ГДР в вопросах обороны формулировалась как «отрицание всех традиций прусско-германской военщины», и основывалась на дальнейшем укреплении обороноспособности социалистического строя ГДР, а также на тесном взаимодействии с армиями социалистических стран. ННА продолжала традиции вооружённой борьбы немецкого пролетариата, а также освободительного движения эпохи наполеоновских войн. Однако фактически полностью с классической военной традицией Германии порвано не было, в армии пропагандировались фигуры прусских генералов Г. Блюхера, Г. Шарнхорста и А. Гнейзенау (в частности, существовал военный орден Шарнхорста, а также ни разу не вручавшийся Орден Блюхера «За храбрость»).
Статья 7.2 Конституции ГДР 1968 года гласила:

Германская Демократическая Республика организует оборону страны, а также охрану социалистического строя и мирной жизни граждан. Национальная народная армия и другие органы обороны страны охраняют социалистические завоевания народа от всех посягательств извне. Национальная народная армия поддерживает в интересах сохранения мира и обеспечения безопасности социалистического государства тесное боевое братство с армиями Советского Союза и других социалистических государств.

## Численность
По состоянию на 1987 год Сухопутные силы ННА ГДР насчитывали 120000 военнослужащих.
Включали в себя 2 танковые дивизии, 4 мотострелковые дивизии, 2 бригады ракет типа «земля-земля», 10 артиллерийских полков, 9 полков ПВО, 1 полк авиаподдержки, 2 противотанковых батальона и прочие части поддержки.

## Подготовка офицерского состава
Подготовка офицерского состава проводилась в высших офицерских училищах и в Военной академии им. Фридриха Энгельса. На 1973 год по социальному происхождению около 90 % офицеров и генералов были выходцами из рабочих и крестьян.

## Сухопутные войска

Эмблема (рондель) Сухопутных войск

Структура Сухопутных войск ННА ГДР, 1 декабря 1986 года.

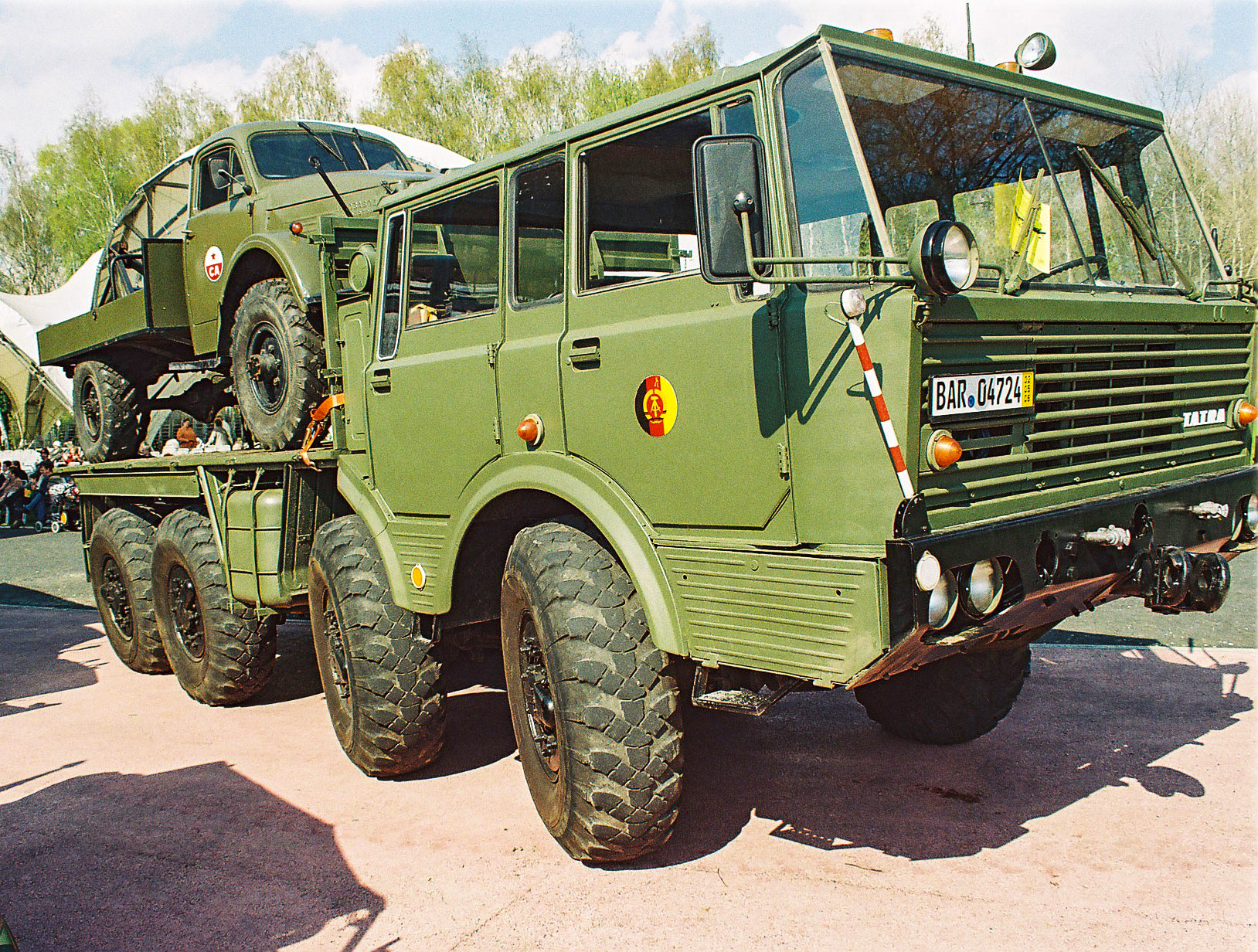
Грузовик Татра-813 армии ГДР

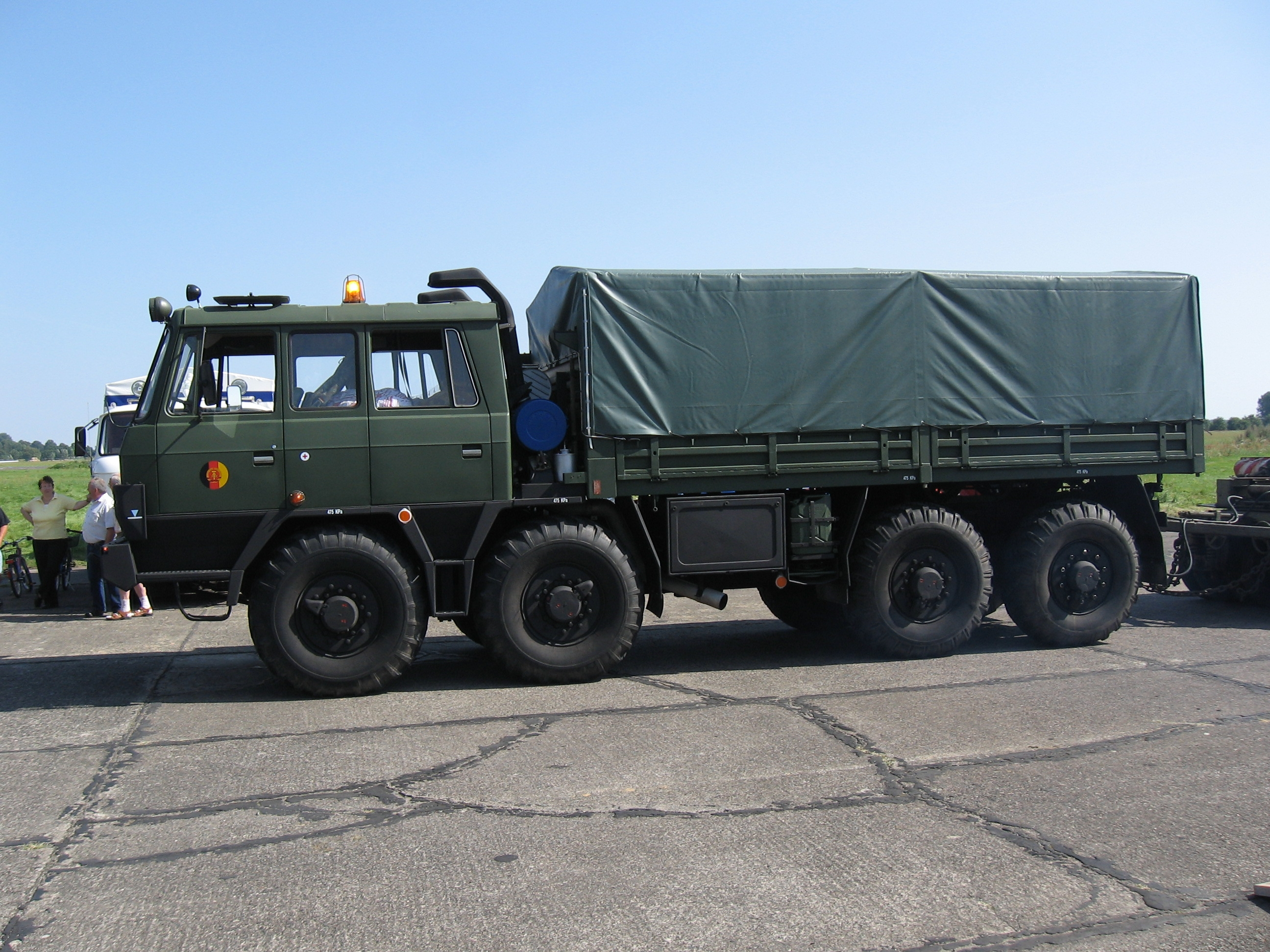
Грузовик Татра-815 на вооружении армии ГДР

Территория Восточной Германии делилась на два военных округа, плюс одна артиллерийская бригада, не входившая ни в один из военных округов, в каждый из военных округов входили по две мотострелковые дивизии (нем. Motorisierte Schützendivision, MSD), одной танковой дивизии (нем. Panzerdivision, PD) и одной ракетной бригаде (нем. Raketenbrigade, RBr).
Каждая мотострелковая дивизия (Motorisierte Schützendivision (Mot.-Schützen-Division)) состояла из 3 мотострелковых полков (Mot.-Schützenregiment), 1 танкового полка (Panzerregiment), 1 артиллерийского полка (Artillerieregiment), 1 зенитно-ракетного полка (Fla-Raketenregiment), 1 ракетного отдела (Raketenabteilung), 1 инженерного батальона (Pionierbataillon), 1 батальона материального обеспечения (Bataillon materieller Sicherstellung), 1 санитарного батальона (Sanitätsbataillon), 1 батальона химической защиты (Bataillon chemischer Abwehr).
Каждая ракетная бригада (Raketenbrigade) состояла из 2—3 ракетных дивизионов (Raketenabteilung), 1 инженерной роты (Pionierkompanie), 1 роты материального обеспечения (Kompanie materieller Sicherstellung), 1 метеорологической батареи (meteorologische Batterie), 1 ремонтной роты (Instandsetzungskompanie).
Артиллерийская бригада (Artilleriebrigade) состояла из 4 дивизионов (Abteilung), 1 ремонтной роты (Instandsetzungskompanie), 1 роты материального обеспечения (Kompanie materieller Sicherstellung).
Численность сухопутных войск составляла 96 300 чел. (1990).
К 1990 году на вооружении Сухопутных войск (Landstreitkräfte der Nationalen Volksarmee) находилось:
- 2251 Т-54, Т-55 (258 в ожидании утилизации)
- 549 Т-72М
- 120 ПТ-76
- 2000 БРДМ-1, БРДМ-2
- 1130 БМП-1, БМП-2
- 1480 БТР-60П
- 1128 БТР-70
- 762 БТР-152
- 395 122-мм гаубиц Д-30
- 407 122-мм гаубиц М-30
- 176 130-мм пушек М-46
- 137 152-мм гаубиц Д-20
- 374 122-мм САУ 2С1
- 96 152-мм САУ 2С3
- 216 120-мм миномётов М-120
- 75 120-мм миномётов 2Б11
- 22 ТРК Луна-М
- 8 ТРК Точка
- 2 ОТРК Ока
- 703 ПТРК Малютка (включая 9П110), Фагот, Конкурс
- 64 противотанковых пушек Д-48
- 267 противотанковых пушек Т-12
- 295 23-мм зенитных установок ЗУ-23
- 131 23-мм ЗСУ-23-4
- 244 57-мм зенитные установки С-60
- Неизвестное количество ПЗРК Стрела-2
- 226 ЗРК Круг, Куб, Оса, Стрела-1

## Военно-воздушные силы

Эмблема Военно-воздушных сил

Военно-воздушные силы (нем. Luftstreitkräfte der Nationalen Volksarmee) состояли из 2 воздушных дивизий (нем. Luftverteidigungsdivision), каждая из которых состояла из двух—четырёх эскадр (нем. Jagdfliegergeschwader), одной зенитно-ракетной бригады (нем. Fla-Raketenbrigade), двух зенитно-ракетных полков (нем. Fla-Raketenregiment), трёх—четырёх радиотехнических батальонов (нем. Funktechnisches Bataillon). Численность составляла 27 400 чел.

В 1990 году, в составе ВВС ГДР находились:
- 30 МиГ-23;
- 18 МиГ-23БН;
- 22 МиГ-21;
- 100 МиГ-21Ф/МФ/ПФ/У;
- 20 МиГ-29;
- 23 Су-22;
- 3 Ан-14;
- 12 Ан-26;
- 3 Ту-134;
- 2 Ту-154;
- 24 Ан-2;
- 12 Let L-410 Turbolet;
- 10 Zlin Z-43;
- 30 Ми-8;
- 205 ЗРК С-75, С-125, С-200.

## Военно-морской флот

Эмблема Военно-морского флота

Флаг ВМФ

Военно-морские силы ГДР состояли из трёх флотилий (нем. Flottille), одной бригады боевых вертолётов (нем. Marinehubschraubergeschwader), одной бригады морской авиации (нем. Marinefliegergeschwader), одного полка береговой обороны (нем. Küstenverteidigungsregiment), одного берегового ракетного полка (нем. Küstenraketenregiment), каждая флотилия из двух бригад (нем. Brigade) и дивизиона обеспечения. Численность - 27300.
К 1990 году на вооружении находилось:
- 5 корветов (больших ракетных катеров) проекта 1241, вооружённые противокорабельными ракетами П-15 «Термит»;
- 2 малых торпедных катера проекта 131;
- 6 торпедных катеров проекта 206;
- 12 ракетных катеров проекта 205, вооружённые противокорабельными ракетами П-15 «Термит»;
- 1 ракетный катер проекта 151;
- 3 фрегата (противолодочных корабля) проекта 1159 вооружённые противолодочными бомбомётами РБУ-6000 «Смерч-2»
- 16 противолодочных корветов (малых противолодочных кораблей) проекта 1331-М вооружённые противолодочными бомбомётами РБУ-6000 «Смерч-2»;
- 16 базовый тральщик проекта 89.1, 26 базовых тральщиков проекта 89.2;
- 12 десантных кораблей проекта 108;

## Пограничные войска

Эмблема (рондель) Пограничных войск

Состояли из трёх пограничных командований и береговой пограничной бригады (нем. Grenzbrigade Küste), каждое из пограничных командований из шести пограничных полков (нем. Grenzregiment), береговая пограничная бригада из трёх пограничных батальонов, одной пограничной роты бригадного подчинения и трёх дивизионов пограничных кораблей.

## Воинские части и учреждения подчинявшиеся непосредственно Министерству национальной обороны ГДР
- Полк охраны имени Фридриха Энгельса (нем. Wachregiment „Friedrich Engels“) (включал в себя роту почётного караула);
- Полк охраны имени Гуго Эберляйна (нем. Wachregiment „Hugo Eberlein“);
- Военная разведка Национальной народной армии (нем. Militärische Aufklärung der Nationalen Volksarmee);
- Военная академия имени Фридриха Энгельса (нем. Militärakademie „Friedrich Engels“);

## Униформа
В Казарменной народной полиции, которая предшествовала созданию ННА ГДР, носили униформу вермахта, однако с изменёнными петлицами — более узкими по сравнению с вермахтом, а род войск обозначался цветом подкладки петлицы, а не её просветов.
В ННА ГДР ввели новый покрой формы, с открытым воротником и галстуком, а также были введены каски нового образца, уникального для ГДР. Вместо прежнего серо-зелёного цвета униформа стала оливковой, а затем серой (оливковая форма использовалась лишь в полевых условиях). С незначительными изменениями такая форма просуществовала до конца ГДР.

## Военные комиссариаты
- (округ Росток)
  - Военный комиссариат Ростока
  - Военный комиссариат Штральзунда
- (округ Шверин)
  - Военный комиссариат Шверина
- (округ Нойбранденбург)
  - Военный комиссариат Нойбранденбурга
- (округ Потсдам)
  - Военный комиссариат Потсдама
  - Военный комиссариат Нойруппина
- (округ Франкфурт-на-Одере)
  - Военный комиссариат Франкфурта-на-Одере
- (округ Котбус)
  - Военный комиссариат Котбуса
- (округ Дрезден)
  - Военный комиссариат Баутцена
- (округ Карл-Маркс-Штадт)
  - Военный комиссариат Хемница
  - Военный комиссариат Цвиккау
- (округ Магдебург)
  - Военный комиссариат Штендаля
- (округ Галле)
  - Военный комиссариат Виттенберга
- (округ Гера)
  - Военный комиссариат Геры
- (округ Эрфурт)
  - Военный комиссариат Эрфурта
  - Военный комиссариат Мюльхаузена

## Система воинских званий и знаков различия
Система званий и знаков различия ННА ГДР представляла собой знаки различия вермахта, адаптированные под систему званий Советской Армии (где градация была иная, чем в вермахте). В частности, в вермахте у нижних офицерских и генеральских званий погон был чистый, в ННА ГДР — с одной звёздочкой. У генералов на погонах были пятиконечные звёзды (вместо традиционных четырёхконечных квадратных ориентированных как ромб), хотя их стиль напоминал традиционные.
Звания фенрих и оберфенрих соответствуют званиям прапорщик и старший прапорщик в Советской Армии.
Соответствие цветов окантовки погон родам войск:

### Сухопутные войска (Landstreitkräfte)

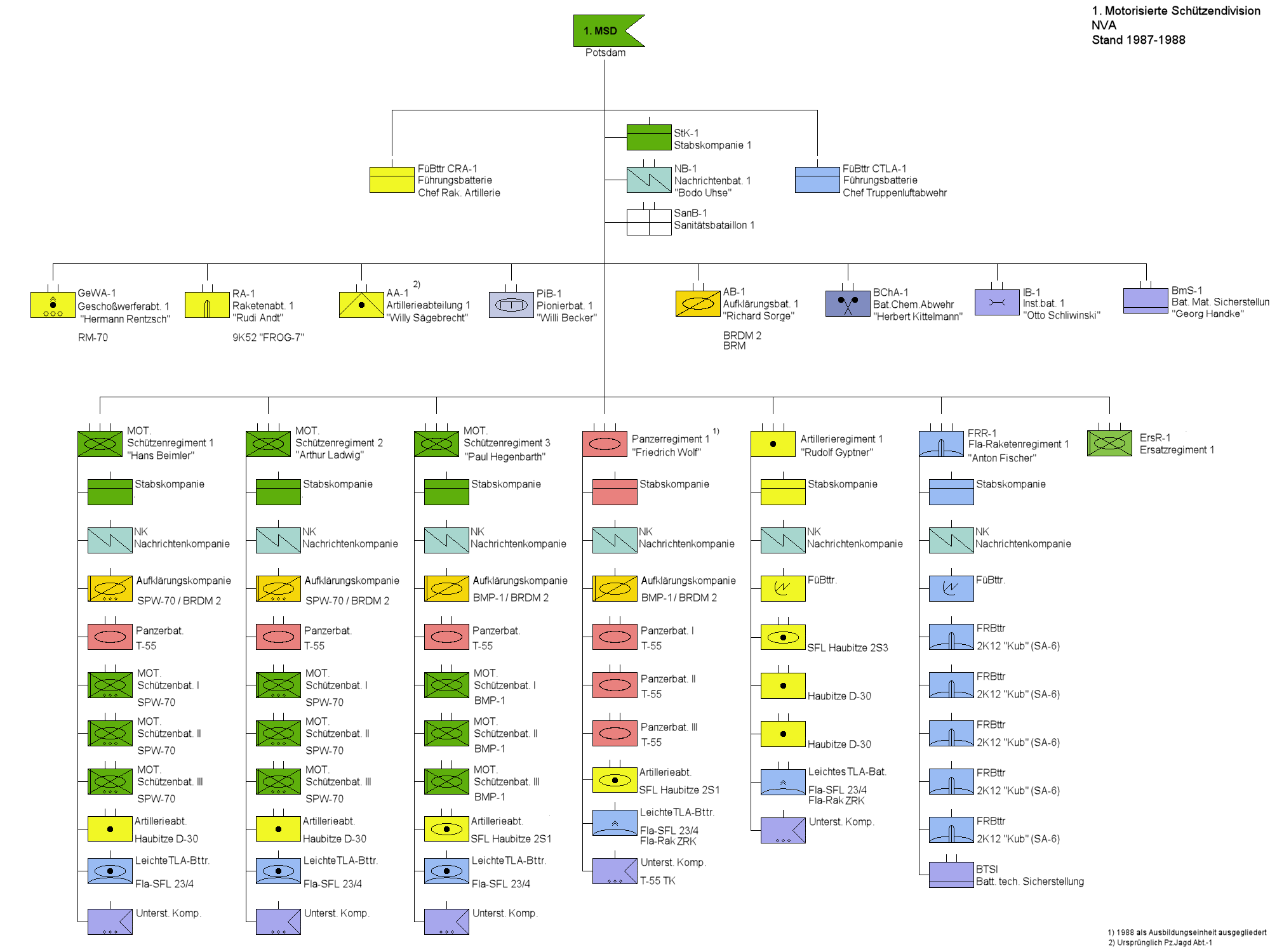
ОШС 1-й мотострелковой дивизии (1. Motorisierte Schützendivision) СВ ВС ГДР 1987—1988 гг.

| Войска, службы                                                                             | Цвет          |
| ------------------------------------------------------------------------------------------ | ------------- |
| Генералы                                                                                   | Алый          |
| - Артиллерия - Ракетные войска - ПВО                                                       | Кирпичный     |
| Мотострелковые войска                                                                      | Белый         |
| Бронетанковые войска                                                                       | Розовый       |
| Войска связи                                                                               | Жёлтый        |
| Десантные войска                                                                           | Оранжевый     |
| Военно-строительные войска                                                                 | Оливковый     |
| Тыловые службы - Медицинская служба - Военная юстиция - Финансовая служба                  | Тёмно-зелёный |
| - Инженерные войска - Химические войска - Автотранспортная служба - Топографическая служба | Чёрный        |

### Военно-воздушные силы (Luftstreitkräfte)
| Войска, службы                             | Цвет            |
| ------------------------------------------ | --------------- |
| ВВС                                        | Небесно-голубой |
| ПВО, Зенитно-ракетные войска в составе ВВС | Светло-серый    |

### Военно-морской флот (Volksmarine)
| Войска, службы | Цвет  |
| -------------- | ----- |
| ВМФ            | Синий |

### Пограничные войска (Grenztruppen)
| Войска, службы     | Цвет    |
| ------------------ | ------- |
| Пограничная служба | Зелёный |

| Генералы ННА (Generale)                                        | Генералы ННА (Generale)      | Генералы ННА (Generale)           | Генералы ННА (Generale)             | Генералы ННА (Generale)      |
| Маршал ГДР (Marschall der DDR) Звание никогда не присваивалось | Генерал армии (Armeegeneral) | Генерал-полковник (Generaloberst) | Генерал-лейтенант (Generalleutnant) | Генерал-майор (Generalmajor) |
| -------------------------------------------------------------- | ---------------------------- | --------------------------------- | ----------------------------------- | ---------------------------- |
|                                                                |                              |                                   |                                     |                              |

| Офицеры ННА (Offiziere) | Офицеры ННА (Offiziere)       | Офицеры ННА (Offiziere) | Офицеры ННА (Offiziere) | Офицеры ННА (Offiziere)          | Офицеры ННА (Offiziere) | Офицеры ННА (Offiziere)           |
| Полковник (Oberst)      | Подполковник (Oberstleutnant) | Майор (Major)           | Капитан (Hauptmann)     | Старший лейтенант (Oberleutnant) | Лейтенант (Leutnant)    | Младший лейтенант (Unterleutnant) |
| ----------------------- | ----------------------------- | ----------------------- | ----------------------- | -------------------------------- | ----------------------- | --------------------------------- |
|                         |                               |                         |                         |                                  |                         |                                   |

| Курсанты ННА (Offiziersschüler)                                | Курсанты ННА (Offiziersschüler)                              | Курсанты ННА (Offiziersschüler)                                   | Курсанты ННА (Offiziersschüler)                                  | Курсанты ННА (Offiziersschüler)                                | Курсанты ННА (Offiziersschüler)                               | Курсанты ННА (Offiziersschüler)                                           |
| Курсант шестого года обучения (Offizierschüler VI Studienjahr) | Курсант пятого года обучения (Offizierschüler V Studienjahr) | Курсант четвёртого года обучения (Offizierschüler IV Studienjahr) | Курсант третьего года обучения (Offizierschüler III Studienjahr) | Курсант второго года обучения (Offizierschüler II Studienjahr) | Курсант первого года обучения (Offizierschüler I Studienjahr) | Курсант подготовительных курсов (Offizierschüler Ausb zur Hochschulreife) |
| -------------------------------------------------------------- | ------------------------------------------------------------ | ----------------------------------------------------------------- | ---------------------------------------------------------------- | -------------------------------------------------------------- | ------------------------------------------------------------- | ------------------------------------------------------------------------- |
|                                                                |                                                              |                                                                   |                                                                  |                                                                |                                                               |                                                                           |

| Прапорщики ННА (Fähnriche)                  | Прапорщики ННА (Fähnriche)      | Прапорщики ННА (Fähnriche)       | Прапорщики ННА (Fähnriche) | Прапорщики ННА (Fähnriche)                  | Прапорщики ННА (Fähnriche)                  |
| Старший штабс-прапорщик (Oberstabsfähnrich) | Штабс-прапорщик (Stabsfähnrich) | Старший прапорщик (Oberfähnrich) | Прапорщик (Fähnrich)       | Курсант школы прапорщиков (Fähnrichschüler) | Курсант школы прапорщиков (Fähnrichschüler) |
| ------------------------------------------- | ------------------------------- | -------------------------------- | -------------------------- | ------------------------------------------- | ------------------------------------------- |
|                                             |                                 |                                  |                            |                                             |                                             |

| Унтер-офицеры ННА (Unteroffiziere) | Унтер-офицеры ННА (Unteroffiziere) | Унтер-офицеры ННА (Unteroffiziere) | Унтер-офицеры ННА (Unteroffiziere) | Унтер-офицеры ННА (Unteroffiziere) |
| Штабс-фельдфебель (Stabsfeldwebel) | Обер-фельдфебель (Oberfeldwebel)   | Фельдфебель (Feldwebel)            | Унтер-фельдфебель (Unterfeldwebel) | Унтер-офицер (Unteroffizier)       |
| ---------------------------------- | ---------------------------------- | ---------------------------------- | ---------------------------------- | ---------------------------------- |
|                                    |                                    |                                    |                                    |                                    |

| Солдаты ННА (Mannschaften)      | Солдаты ННА (Mannschaften) | Солдаты ННА (Mannschaften) |
| Штабс-ефрейтор (Stabsgefreiter) | Ефрейтор (Gefreiter)       | Рядовой (Soldat)           |
| ------------------------------- | -------------------------- | -------------------------- |
|                                 |                            |                            |

## Присяга
Присяга Национальной народной армии ГДР в 1959—1961 годах:

Я клянусь всегда служить верой и правдой своей родине, Германской Демократической Республике, по приказу рабоче-крестьянской власти защищать её от любого врага даже с риском для собственной жизни, обеспечивать беспрекословное исполнение приказов военного командования, всегда и везде отстаивать честь нашей Республики и её Национальной Народной Армии.
Оригинальный текст (нем.) Ich schwöre
Meinem Vaterland, der Deutschen Demokratischen Republik,

allzeit treu zu dienen, sie auf Befehl der Arbeiter- und Bauernregierung

unter Einsatz meines Lebens gegen jeden Feind zu schützen,

den militärischen Vorgesetzten unbedingten Gehorsam zu leisten,

immer und überall die Ehre unserer Republik und ihrer Nationalen Volksarmee zu wahren.

Присяга Национальной народной армии ГДР в 1962—1989 годах:

Я клянусь во все времена верно служить Германской Демократической Республике, своему Отечеству и охранять его по приказу правительства рабочих и крестьян от любого врага.
Я клянусь как солдат Национальной народной армии всегда быть готовым на стороне Советской армии и армий союзных с нами социалистических стран защищать социализм от любых врагов и отдать свою жизнь ради достижения победы.
Я клянусь быть честным, храбрым, дисциплинированным и бдительным солдатом, выказывать вышестоящим военным чинам беспрекословное повиновение, исполнять приказы со всей решимостью и всегда строго хранить военные и государственные тайны.
Я клянусь сознательно осваивать военные знания, выполнять военные уставы, всегда и везде поддерживать честь нашей республики и ее Национальной народной армии. Если я когда-либо преступлю эту торжественно данную мною клятву, пусть меня постигнет суровое наказание по законам нашей республики и презрение трудового народа.
Оригинальный текст (нем.)Ich schwöre Der Deutschen Demokratischen Republik, meinem Vaterland, allzeit treu zu dienen und sie auf Befehl der Arbeiter-und-Bauern-Regierung gegen jeden Feind zu schützen.

Ich schwöre An der Seite der Sowjetarmee und der Armeen der mit uns verbündeten sozialistischen Länder als Soldat der Nationalen Volksarmee

jederzeit bereit zu sein, den Sozialismus gegen alle Feinde zu verteidigen und mein Leben zur Erringung des Sieges einzusetzen.
Ich schwöre Ein ehrlicher, tapferer, disziplinierter und wachsamer Soldat zu sein, den militärischen Vorgesetzten unbedingten Gehorsam zu leisten, die Befehle mit aller Entschlossenheit zu erfüllen und die militärischen und staatlichen Geheimnisse immer streng zu wahren.
Ich schwöre Die militärischen Kenntnisse gewissenhaft zu erwerben, die militärischen Vorschriften zu erfüllen und immer und überall die Ehre unserer Republik und ihrer Nationalen Volksarmee zu wahren.

Sollte ich jemals diesen meinen feierlichen Fahneneid verletzen, so möge mich die harte Strafe des Gesetzes unserer Republik und die Verachtung des werktätigen Volkes treffen.
Присяга Национальной народной армии ГДР в 1990 году:

Я клянусь,
в соответствии с законами Германской Демократической Республики,
всегда дисциплинированно и с честью выполнять свой воинский долг.
Я клянусь
приложить все свои силы для сохранения мира
и защиты Германской Демократической Республики.
Оригинальный текст (нем.)Ich schwöre,
getreu den Gesetzen der Deutschen Demokratischen Republik,

meine militärischen Pflichten stets diszipliniert und ehrenhaft zu erfüllen.
Ich schwöre,

meine ganze Kraft zur Erhaltung des Friedens

und zum Schutz der Deutschen Demokratischen Republik einzusetzen.

## Дополнительная информация
- Официальным печатным изданием Национальной народной армии ГДР являлась газета «Фольксармее» («Народная армия»).
- 1 марта отмечался День Национальной народной армии ГДР.
- После 10-летия с даты создания ННА выходящие в отставку военнослужащие получали знаки резервистов.